# Голідей-Лейк (Айова)
Голідей-Лейк (англ. Holiday Lake) — переписна місцевість (CDP) в США, в окрузі Повешік штату Айова. Населення — 473 особи (2020).

## Географія
Голідей-Лейк розташований за координатами 41°49′0″ пн. ш. 92°26′54″ зх. д. / 41.81667° пн. ш. 92.44833° зх. д. (41.816779, -92.448452).  За даними Бюро перепису населення США в 2010 році переписна місцевість мала площу 4,41 км², з яких 4,00 км² — суходіл та 0,41 км² — водойми.

## Демографія
Згідно з переписом 2010 року, у переписній місцевості мешкали 433 особи в 195 домогосподарствах у складі 128 родин. Густота населення становила 98 осіб/км².  Було 579 помешкань (131/км²).
Расовий склад населення:
| - 98,2 % — білих - 1,2 % — корінних американців - 0,5 % — чорних або афроамериканців - 0,2 % — азіатів |

До двох чи більше рас належало 0,0 %. Частка іспаномовних становила 0,9 % від усіх жителів.
За віковим діапазоном населення розподілялося таким чином: 16,2 % — особи молодші 18 років, 68,6 % — особи у віці 18—64 років, 15,2 % — особи у віці 65 років та старші. Медіана віку мешканця становила 50,0 року. На 100 осіб жіночої статі у переписній місцевості припадало 103,3 чоловіків;  на 100 жінок у віці від 18 років та старших — 105,1 чоловіків також старших 18 років.
За межею бідності перебувало 12,9 % осіб, у тому числі 0,0 % дітей у віці до 18 років та 30,7 % осіб у віці 65 років та старших.
Цивільне працевлаштоване населення становило 179 осіб. Основні галузі зайнятості: виробництво — 29,6 %, роздрібна торгівля — 17,9 %, транспорт — 12,3 %, освіта, охорона здоров'я та соціальна допомога — 10,6 %.